# Mopanveldophis zebrinus
Mopanveldophis zebrinus är en ormart som beskrevs av Broadley och Schätti året 2000. Mopanveldophis zebrinus ingår i släktet Mopanveldophis och familjen snokar. Inga underarter finns listade i Catalogue of Life.
Arten förekommer i Angola och norra Namibia vid floden Cunene. Honor lägger ägg.